# Johann Heinrich Alsted

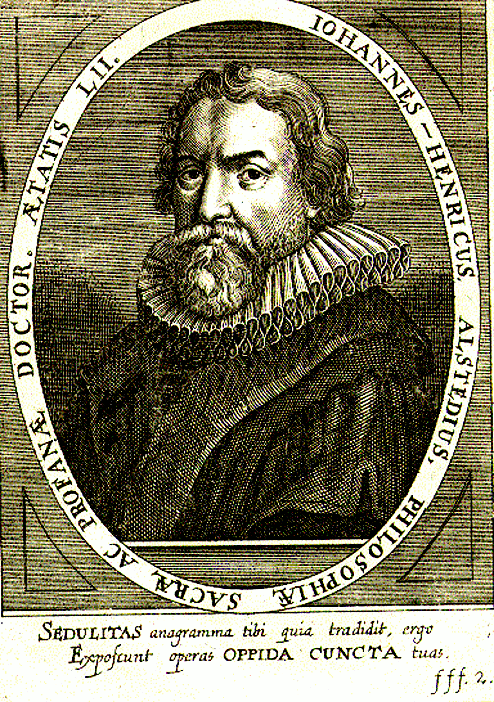
Johann Heinrich Alsted

Johann Heinrich Alsted (scris și Alstedt, n. martie 1588 - d. 9 noiembrie 1638) a fost un teolog calvin german.
A fost un enciclopedist care a avut preocupări multiple și în domenii ca: matematică, pedagogie, geografie, optică, muzică etc.
A studiat la universitățile din Herborn, Marburg, Heidelberg și Basel.
A activat ca profesor de filozofie la Herborn timp de 21 de ani.
În 1629 a fost invitat de către principele Gabriel Bethlen ca profesor la Collegium Bethlenianum din Alba Iulia.
Aici a venit și cu foștii săi elevi, Bisterfeld și Comenius.
Cea mai valoroasă lucrare a lui Alsted este Encyclopedia, apărută în 1630.
Lecțiile sale au fost redactate de elevul Porcsalmi András în 600 de pagini și sunt păstrate la Biblioteca Academiei din Cluj.